# La Iruela (kommun)
La Iruela är en kommun i Spanien.   Den ligger i provinsen Provincia de Jaén och regionen Andalusien, i den södra delen av landet, 280 km söder om huvudstaden Madrid. Antalet invånare är 2 132.